# Клеменс Бецел
Клеменс Бецел (на немски: Clemens Betzel) е германски офицер, служил по време на Първата и Втората световна война.

## Биография

#### Ранен живот и Първа световна война (1914 – 1918)
Клеменс Бецел е роден на 9 юни 1895 г. в Улм, Германска империя. През 1914 г. се присъединява към баварската армия като офицерски кадет. Участва в Първата световна война и в края ѝ е със звание оберлейтенант от артилерията.

##### Междувоенен период
Присъединява се към Райхсвера и преди Втората световна война достига звание хауптман.

#### Втора световна война (1939 – 1945)
Командва различни артилерийски подразделения докато на 20 март 1944 г. му е поверено ръководството на 9-а танкова дивизия. На 1 май 1944 г. е назначен за командир на 4-та танкова дивизия, а от 1 септември 1944 г. и на 539-а пехотна дивизия. Убит е по време на бойни действия на 27 март 1945 г.

## Военна декорация
| - Германски орден „Железен кръст“ (1914) – II и (?) I степен (?) - Германски орден „Кръст на честта“ (?) - Германско отличие „За зимна кампания на изтока 1941/42 г.“ (19 август 1942) - Германски „Възпоменателен медал от 13 март 1938 г.“ (?) - Германски „Възпоменателен медал от 1 октомври 1938 г.“ (?) - Германски орден „Железен кръст“ (1939, повторно) – II и (24 септември 1939) I степен (11 октомври 1939) | - Орден „Германски кръст“ (1943) – златен (11 март 1943) - Рицарски кръст с дъбови листа - Носител на Рицарски кръст (5 септември 1944) - Носител на Дъбови листа № 774 (11 март 1945) - Упоменат в ежедневния доклад на „Вермахтберихт“ (3 ноември 1944) |